# والاس تشونغ
والاس تشونغ (بالصينية: 钟汉良) هو راقص ومغني ومخرج وممثل صيني، ولد في 30 نوفمبر 1974 بهونغ كونغ في الصين.

## وصلات خارجية
- والاس تشونغ على موقع IMDb (الإنجليزية)
- والاس تشونغ على موقع ميوزك برينز (الإنجليزية)
- والاس تشونغ على موقع ديسكوغز (الإنجليزية)
- والاس تشونغ على موقع قاعدة بيانات الفيلم (الإنجليزية)